# Route nationale 244 (France)
Pour les articles homonymes, voir Route nationale 244.
La route nationale 244 (RN 244) est une voie rapide aux normes autoroutières entre l'échangeur de Cormontreuil et l'ancienne RN 44 (RD 944), servant de contournement est à la ville de Reims, et de liaison entre l'A34 et l'A344 (ancienne A4). Ayant dès sa construction vocation à être remplacée par l'A34, elle adopte une signalisation de type autoroutière et une mise aux normes autoroutières dès son ouverture.

## Historique
- 2006 : mise en service de la liaison A4 - RN 44 et de la sortie 25 à Witry-lès-Reims
- 2015 : mise en service complète de l'échangeur de Cormontreuil entre l'A4 (rebaptisé A344, l'A4 passant depuis 2010 par le nouveau contournement sud de Reims) et la RN 244.

## Son parcours
- L'A34 devient la RN 244.
  -  90 km/h en périphérie de Reims
  -  28.2 Taissy (RD 944) : Châlons-en-Champagne (depuis et vers Reims)
  -  28.1 Parc des Expositions : Ecoparc, Parc des Expositions
- 28 Parc des Expositions : Ecoparc, Parc des Expositions
  -  Pont sur le Canal de la Marne à l'Aisne
- Échangeur entre A34, RN 244 et A344 +  29 Cormontreuil (RD 8) : 
  - A344 : Reims - centre, Gare de Champagne-Ardenne TGV
  - A34 : Troyes, Châlons-en-Champagne (A26), Paris, Metz, Nancy (A4), Reims - sud
  -  29 : Cormontreuil

## Lieux sensibles
La RN 244 est parfois saturée d'une part à l'est de Reims, en amont de l'échangeur de Cormontreuil avec l'A344.